# میخائیل سوم
میخائیل سوم (به یونانی: ΄Μιχαήλ Γ) (به انگلیسی: Michael III) (زادروز: ۳۰ دی ۲۱۹، مرگ: ۲ مهر ۲۴۶) ملقب به همیشه مست، امپراتور بیزانس بین سال‌های ۲۲۱ و ۲۴۶ بود وی هیچ‌گاه سلطنت نکرد و همیشه قدرت واقعی اول در دستان مادرش تئودورا و بعد در دست عمویش بارداس و بعد در دست ملازمش باسیلیوس که در اواخر همکار حکومت بود قرار داشت و همراه آنان به صورت مشترک حکومت می‌کرد.

## امپراتور بیزانس و فرمانروایی مشترک با مادرش تئودورا و نایب السلطنه تئودورا

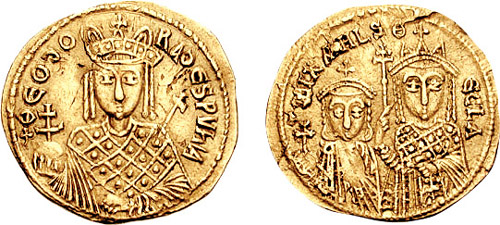
نقش تئودورا و پسرش میخائیل سوم در یک سکه و دخترش در سکه دیگر در این سکه میخائیل به شدت کمتر از مادرش برجسته است و حتی خواهرانش عملاً در سکه‌ها برجسته تر از او هستند

پدر وی امپراتور تئوفیلوس و مادرش ملکه تئودورا بود. در دو سالگی در پی مرگ پدر به امپراتوری رسید. به دلیل سن کم، زمامداری کشور در دست مادرش بود و همزمان امپراتور مشترک همراه وی داشت اما به دلیل آزار زیاد اشراف بدست وی و افزایش ناخرسندی‌ها، داییش بارداس را نایب السلطنه خویش نمود و مادر را به کلیسایی فرستاد.
وی پس از اینکه در ازدواج نخست خود فرزندی نیاورد، با همسر یک برده بنام باسیلیوس ازدواج کرد. این برده به دلیل قابلیت‌های بالای خود، کم‌کم یکی از نزدیکان امپراتور شد و با دسیسه‌چینی ابتدا بارداس که بزرگ‌ترین سد وی بود را در نزد میخائیل بدچهره ساخت و اجازه کشتن وی را گرفت. سپس خود میخائیل را کشت.
| پیشین: تئوفیلوس | امپراتور بیزانس ۸۶۷–۸۴۲ میلادی | بعدی: باسیلیوس یکم |